# Гранжейру
Гранжейру (порт. Granjeiro)  —  муниципалитет в Бразилии, входит в штат Сеара. Составная часть мезорегиона Юг штата Сеара. Входит в экономико-статистический  микрорегион Каририасу. Население составляет 5703 человека на 2006 год. Занимает площадь 100,135 км². Плотность населения — 57,0 чел./км².

## Статистика
- Валовой внутренний продукт на 2003 составляет 8.431.154,00 реалов (данные: Бразильский институт географии и статистики).
- Валовой внутренний продукт на душу населения на 2003 составляет 1.528,49 реалов (данные: Бразильский институт географии и статистики).
- Индекс развития человеческого потенциала на 2000 составляет 0,576 (данные: Программа развития ООН).